# Port triggering
Port triggering je v počítačových sítích používajících překlad adres (NAT) technika podobná port forwardingu, která umožňuje připojení z vnější do vnitřní sítě na soket (tj. síťové rozhraní a port) určený dynamicky na základě bezprostředně předcházejícího provozu.

## Popis
Port triggering je specializovaná forma port forwardingu, ve kterém odchozí spojení na předem určeném portu („trigger port“) způsobí, pokud jsou odchozí porty stále používány, že příchozí provoz na specifické příchozí porty je dynamicky přesměrován na hostitele, který započal komunikaci. To umožňuje počítačům za NAT poskytovat služby, které obvykle vyžadují veřejnou adresu počítače.

### Příklad
Jak port triggering funguje si ukážeme na příkladě připojení ke službě IRC, která ověří vaše uživatelské jméno pomocí Ident protokolu na portu 113.
Když se připojujeme ke službě IRC, počítač obvykle vytvoří odchozí spojení na portu 6667 (nebo na libovolný port v rozmezí 6660-7000). IRC server se pokusí ověřit uživatelské jméno vytvořením nového spojení ke klientskému počítači na portu 113. V případě že je počítač za NAT, je toto spojení zahozeno, protože router provádějící NAT neví, kterému počítači odeslat požadavek na toto spojení.
V případě že použijeme port triggering, řekneme routeru, aby v případě odchozí komunikace na portech v rozsahu 6660-7000 přesměroval příchozí komunikaci na portu 113 na náš počítač. Toto nám dává více flexibility než statické přesměrování portu, protože nemusíme na počítačích adresy přiřazovat ručně, ale můžeme použít DHCP. Také tím zvýšíme bezpečnost, protože požadovaný port je otevřen jen v případě potřeby.

### Nevýhody
Nevýhodou port triggeringu je, že umožňuje používání určité služby ve stejný čas jen jednomu počítači. Dále je port triggering nevhodný pro servery za NAT protože je potřeba nejprve vytvořit odchozí spojení; pro servery je vhodné použít port forwarding.